# 青柳恵介
青柳 恵介（あおやぎ けいすけ、1950年 - ）は、日本の古美術評論家。
東京都生まれ。1973年成城大学文芸学部卒業。1978年同大学院文学研究科博士課程（国文学専攻）単位取得満期退学。成城学園教育研究所勤務、成城大学短期大学部日本文学科非常勤講師。白洲正子と親交を結んだ。

## 著書
- 『酒の器 日常の食器』文化出版局 1981
- 『風の男-白洲次郎』「白洲次郎」出版記念会 1990
- 『風の男白洲次郎』新潮社 1997 のち文庫
- 『数奇者を訪ねる やきものを探す旅』双葉社 陶磁郎books 1997
- 『骨董屋という仕事 三五人の目利きたち』平凡社 1999
- 『柳孝骨董一代』新潮社 2007

### 共著
- 『骨董の眼利きがえらぶふだんづかいの器』芸術新潮編集部編 新潮社とんぼの本 2002
- 『唐津 やきものルネサンス』荒川正明、川瀬敏郎、西田宏子共著 新潮社とんぼの本 2004
- 『白洲次郎と白洲正子 乱世に生きた二人』牧山桂子、須藤孝光共著 新潮社 2008
- 『古伊万里磁器のパラダイス』荒川正明共著 新潮社とんぼの本 2009
- 『白洲正子のきもの』白洲正子、牧山桂子、八木健司共著 新潮社とんぼの本 2012

## 連載
- 伝説に生きる美女-『聚美』、2011年10月より連載。

## 参考
- 『唐津やきものルネサンス』著者紹介

## 注
1. 1 2  “14) 白洲正子の旅を追う | 成城大学”. www.seijo.ac.jp. 2023年3月23日閲覧。
2. ↑  紹介文には「修了」とあるが博士号をとった形跡はない。
3. ↑  “06) 白洲正子「日本の百宝」より その3 | 成城大学”. www.seijo.ac.jp. 2023年3月23日閲覧。

| スタブアイコン | サブスタブ | この項目は、まだ閲覧者の調べものの参照としては役立たない、人物に関連した書きかけの項目です。この項目を加筆・訂正などしてくださる協力者を求めています（P:人物伝/PJ:人物伝）。 |